# ラックス (ビューティケア)

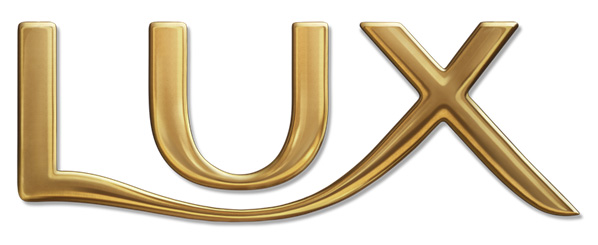
ラックスのロゴ

ラックス（LUX）は、ユニリーバから発売されているヘアケア・ボディケア製品。
日本ではヘアケア製品を中心に展開しており、ハリウッド女優をCMに起用したビューティブランドとして知られている。

## 概要
ラックスはイギリス生まれのブランド。ブランドの名前は、英語で高級・豪華・贅沢などを意味する「Luxury」（ラグジュアリー）に由来している。
1924年にはアメリカで高品質な化粧石鹸として発売された。以降、その時代を代表するハリウッド・スターを広告・キャンペーンに起用し、女性らしい美しさを追求するブランドとして世界100カ国以上に広がった。
現在は石鹸の他、ボディソープ、ボディローション、シャンプー、コンディショナー、トリートメントなどを発売。石鹸は世界No.1の売上を誇っている。
中国語表記＝力士

## 日本での展開
日本では、1972年にギフト用石鹸を販売開始。その後ヘアケア製品を発売し、国内トップブランドへと成長。その他、ヘアスタイリング製品、ボディケア製品も発売している。

## ヘアケア製品の歴史
- 1989年 - ヘアケアブランドとして"シルクのように美しい髪"をうたい、ダメージケア機能をもつ「ラックス スーパーリッチ」を発売。
- 1997年 - ロングヘア・パーマヘアが流行し、髪のダメージへの意識の高まりを背景に、日本で初めてダメージの“補修効果”をうたうことに成功（当時、“補修効果”は訴求が困難とされていたが、画期的に機能性の高い製品を実現し、可能となった）。
- 1998年 - ヘアケア製品トータルの年間売上金額で、シェアNo.1を獲得する。1998年 - 2008年の市場占有率1位を獲得している[1]。
- 1999年 - CMにキャサリン・ゼタ＝ジョーンズを起用。
- 2001年 - 日本で初めてダメージの“選択的補修機能”をうたった製品を発売。ダメージ機能を進化させ、髪の傷んだ部分を探しだしてダメージレベルに合わせて適切な補修をする機能を実現した。
- 2003年 - CMにナタリー・ポートマンを起用。フェンシングをこなすポートマンとともにCM挿入歌が話題になり、楽曲「LOOKIN' FOR LOVE IN YOU」(AiMEE) がCD化された。
- 2006年 - 多様化するダメージケアのニーズに応え、スーパーリッチシャイン、スーパーダメージリペアの2シリーズの展開を開始。
- 2012年3月8日 - ローズ・オブ・ジェリコを配合した「LUX BIOFUSION」を発売。
- 2012年8月20日 - 年齢による「根元のハリ」「うねり」「パサつき」に着目した「ビューティリファイン」シリーズを発売。
- 2014年9月22日 - 「ルミニーク」シリーズを発売。シャンプーはラックスブランドで初のノンシリコン処方を採用する。
- 2015年2月23日 - 「スーパーリッチシャイン」と「スーパーダメージリペア」の処方を改良し、「スーパーリッチシャイン」シリーズとしてリニューアル。「美容液スタイリング」シリーズを全面刷新。
- 2016年8月22日 - ストレートヘア向けの新ライン「スーパーリッチシャイン ストレート&ビューティー」シリーズを発売。これにより、「スーパーリッチシャイン」シリーズは既存の「モイスチャー」・「ダメージリペア」と合わせて3ライン体制となる。
- 2017年
  - 2月20日 - 「ルミニーク」シリーズを処方改良し、新たにトリートメント製品を発売。
  - 3月20日 - 「ルミニーク」シリーズに、パラベン・合成着色料無添加設計の「ボタニカルピュア」を発売。
  - 8月22日 - 「プレミアムボタニフィーク」シリーズを発売。

## 製品開発
日本人の髪質を研究し、日本人の消費者向けに製品開発を行っているが、多国籍企業である利点を生かし、イギリスを始めとした世界各国の研究所とコミュニケーションをとり、最先端の技術を取り入れている。
髪質以外の部分でも、何度も日本で消費者調査を重ねて消費者ニーズや動向を徹底的に調査し、それらに対応する製品開発を行っている。
仕上がりや補修効果だけでなく、使用感や香りなども含めて総合的に高い評価が得られる製品を目指しており、製品開発における試作品の数は18,000個にものぼる。

## エピソード
ヘアケア製品の香りは多くの消費者に支持されている。「のだめカンタービレ」では、のだめがラックス　スーパーリッチシャインの愛用者であるらしい千秋の香りを嗅ぎ、「あー先輩 いいニオイ」とうっとりするシーンが登場する（10巻98頁）。

## 日本での製品ラインアップ

### ヘアケア製品
- 「スーパーリッチシャイン モイスチャー」
  - シャンプー
  - コンディショナー
  - リッチ保湿トリートメント
  - リッチ保湿ヘアマスク
  - リッチ保湿ミスト
  - リッチ保湿クリーム
  - リッチ保湿オイル
- 「スーパーリッチシャイン ダメージリペア」
  - シャンプー
  - コンディショナー
  - リッチ補修トリートメント（傷んだ髪に/枝毛や切れ毛に）
  - リッチ補修ヘアマスク
  - リッチ補修ミスト
  - リッチ補修クリーム
  - リッチ補修オイル
- 「バイオフュージョン」：2012年3月発売のプレミアムライン。
  - シャンプー
  - コンディショナー
  - バイタルリペアトリートメント
  - バイタルリペアヘアマスク
  - バイタルリペアオイル
- 「ビューティリファイン」：2012年8月発売。
  - シャンプー
  - コンディショナー
  - ダブルアクション・トリートメント
  - うねりケアミスト・トリートメント
  - ボリュームアップ・スプレー
- 「ブリリアントリッチオイル」：2015年8月発売。
  - サテンタッチ
  - ベルベットタッチ
- 「ルミニーク」：2014年9月発売。ノンシリコン処方のシャンプーとトリートメントで構成される。ラインごとにボトルの色が異なっており、「ダメージリペア」は赤のボトル、「ボリュームシャイン」は黄のボトル、「ストレートスタイル」は水色のボトル、「エアリースタイル」はピンクのボトル、「リラックス&スムース」は緑のボトル、「ボタニカルピュア」は透明のボトルとなる。
  - ダメージリペア シャンプー
  - ダメージリペア トリートメント
  - ボリュームシャイン シャンプー
  - ボリュームシャイン トリートメント
  - ストレートスタイル シャンプー - 2016年2月発売
  - ストレートスタイル トリートメント - 2016年2月発売
  - エアリースタイル シャンプー - 2016年2月発売
  - エアリースタイル トリートメント - 2016年2月発売
  - リラックス&スムース シャンプー - 2017年2月のリニューアルに伴い「アンストレス シャンプー」から改名。
  - リラックス&スムース トリートメント - 2017年2月のリニューアルに伴い「アンストレス トリートメント」から改名。
  - ボタニカルピュア シャンプー - 2017年3月発売
  - ボタニカルピュア トリートメント - 2017年3月発売
  - リッチリペアマスク - 2017年2月発売
  - リッチリペアセラム - 2017年2月発売
  - 朝の寝ぐせ直しミスト - 2017年2月発売
  - 朝の泡トリートメント - 2017年2月発売
- 「プレミアムボタニフィーク」：2017年8月発売
  - ダメージリペア シャンプー
  - ダメージリペア トリートメント
  - バランスピュア シャンプー
  - バランスピュア トリートメント

### スタイリング製品
- 「美容液スタイリング」
  - メリハリウェーブフォーム
  - ふんわりエアムーブフォーム
  - ゆるやかウェーブフォーム
  - スーパーハード＆キープフォーム
  - ニュアンスメイク 泡ワックス
  - まとまるスタイリング クリーム
  - まとまるスタイリング ミルク
  - リセットウォーター
  - パーマカムバックフォーム
  - ヘアフレグランス
  - スーパーハード＆キープスプレー

### ボディケア製品
- 「ボディソープ」：2010年8月のリニューアルで内容量を変更（ポンプ:500ml→350ml、つめかえ用:450ml→300ml）してコンパクトサイズとなる。
  - シークレットグラマー（ フレグランスオイル in ワイルドピオニー・イランイランの香り） - 2014年8月発売
  - フローラルタッチ （フレグランスオイル in ヨーロピアンバイオレット・パチュリの香り） - 2009年3月発売
  - ソフティラグジュラリー（フレグランスオイル in ブルガリアンローズの香り） - 2007年3月発売
  - ベルベットラグジュアリー （フレグランスオイル in マグノリアの香り）
  - ホワイトチャーム（フレグランスオイル in ホワイトフローラルムスクの香り） - 2010年8月発売
  - ドリームディライト （ジャスミンサンバック＆オレンジフラワーの香り） - 2012年1月発売
  - ラベンダーロマンス（フレグランスオイル in ラベンダーの香り）
- 「ボディソープ フォーエバーコレクション」：2015年8月発売
  - アドーア フォーエバー（官能的な余韻、スカーレットローズ＆ダークベリーの香り）
  - ロマンス フォーエバー（可憐な余韻、ピンクローズ＆アンバーの香り）
  - ミスティーク フォーエバー（ ロマンチックな余韻、インペリアルアイリス＆チューベローズの香り）
  - エンチャント フォーエバー （魅惑的なハニーサックル・ジャスミンの香り） - 2017年8月発売
- 「ラックス ルミニーク ボディソープ」 - 期間限定
  - サクラドリーム（満開のサクラ＆フレンチジャスミンの繊細な香り）
  - サニードリーム（フレグランスオイル in サニーココナッツ＆リゾートフラワーの香り）
  - ミステリアスドリーム（フレグランスオイル in ハニー＆ミステリアススパイスの香り）
  - ウィンタードリーム（フレグランスオイル in 心温まるホワイトフローラルの香り）
- 「泡ボディソープ プラッシュコレクション」：2017年7月発売
  - リッチパフューム（贅沢なスノーピオニー・フレンチバニラの香り）
  - クリーミーパフューム (濃厚なココナッツミルク・ホワイトオーキッドの香り)
- 「ラックス ボディソープ × 美少女戦士セーラームーン」：期間限定販売、2020年3月2日発売[2][3]
  - セーラームーン：ソフトローズ （優しいソフトローズの香り）
  - セーラーマーキュリー：ムスキーフローラル（繊細なムスキーフローラルの香り）
  - セーラーマーズ：バイオレットフローラル（穏やかなバイオレットフローラルの香り）
  - セーラージュピター：ホワイトガーデン（みずみずしいホワイトガーデンの香り）
  - セーラーヴィーナス：サテンソープ （軽やかなサテンソープの香り）
- 「ラックスソープ」
  - ソフティラグジュラリー - 2012年1月に6個パックを発売し、同年3月に3個パックを追加発売。

## テレビ広告
ヘアケア製品のテレビ広告では、マリリン・モンロー、ブリジット・バルドーなど、当初よりハリウッド女優を起用している。日本での初代ヘアケア製品テレビ広告出演者はブルック・シールズである。

### 言い伝え
ラックスのテレビ広告に出演した女優は有名になるという言い伝えがあり、これまでに起用した女優の中には、ジェニファー・コネリー、キャサリン・ゼタ＝ジョーンズ、ペネロペ・クルス、ナタリー・ポートマンなど、後にアカデミー賞を獲得している女優もいる。
2015年8月下旬より、スカーレット・ヨハンソンを起用している。

### 主なテレビ広告出演者（日本）
- ナスターシャ・キンスキー（化粧石鹸）
- ブルック・シールズ
- リブ・タイラー（スプレーヘアワックス）
- シャーリーズ・セロン（スパモイスト）
- ジェニファー・コネリー
- ガブリエル・アンウォー
- アリソン・エリオット
- キャサリン・ゼタ＝ジョーンズ
- ペネロペ・クルス
- ナタリー・ポートマン
- ダイアン・クルーガー
- ジェニファー・ロペス
- レイチェル・ワイズ
- オデット・アナブル
- クリスティン・デイヴィス
- ニーナ・ドブレフ
- 十朱幸代（化粧石鹸）
- 名取裕子
- 冨永愛
- 齋藤飛鳥（乃木坂46）
- 初音ミク[5]
- 水原希子
- 乃木坂46
  - 梅澤美波
  - 久保史緒里
  - 山下美月
  - 与田祐希
  - 遠藤さくら
  - 賀喜遥香

## 歴史

### ブランドの確立
ラックスは1899年にイギリスで誕生し、1916年にはアメリカで発売された洗濯用石鹸のブランドであった。ラックス (Lux) は「光」というラテン語であり、贅沢を連想させる名前として採用された。「従来の石鹸よりも、よく溶けて優しい使い心地、我が家の洗濯に」が当時の宣伝文句であった。
この頃の石鹸は灰汁が含まれ、サテンや絹に使うと黄変することがあったが、この変色が起こらない生地に優しい洗濯用石鹸として広まった。
販売方法も大きな塊から切り分けるものから、あらかじめ小さな塊にする現在の形式へ変更している。

### ブランドの変化
1925年、洗濯用石鹸以外にラックスのブランドを拡大することが決められ、1928年にイギリスでバスルーム用石鹸が発売された。その後、ボディーソープ、シャンプー、コンディショナーなどを発売し、バスルーム用品のブランドへと変化していった。
このため、現在ではラックスブランドは固形石鹸のブランドというより、バスルーム用品のブランドとしての知名度が高く、世界広くでこのブランドを見かけることができる。
日本では長らくユニリーバからはシャンプー、コンディショナー、トリートメントのみの展開で、浴用固形石鹸は輸入専門業者により輸入された物がディスカウントショップなどで格安販売されていたが、現在は固形石鹸もユニリーバから発売されている。